# Leptochilus subhemionitideus
Leptochilus subhemionitideus là một loài thực vật có mạch trong họ Polypodiaceae. Loài này được (H. Christ) Bosman miêu tả khoa học đầu tiên năm 1991.